# بيتر دريسكول
بيتر دريسكول (بالإنجليزية: Peter Driscoll)‏ هو كاتب بريطاني، ولد في 4 فبراير 1942، وتوفي في 30 أكتوبر 2005 بسبب نوبة قلبية.

## وصلات خارجية
- بيتر دريسكول على موقع IMDb (الإنجليزية)
- بيتر دريسكول على موقع قاعدة بيانات الفيلم (الإنجليزية)